# As Rapture Comes
As Rapture Comes sedmi je studijski album švedskog death metal-sastava Grave. Diskografska kuća Century Media Records objavila ga je 24. srpnja 2006.

## Popis pjesama
Tekstovi: Ola Lindgren. 
| 1.    | »Intro - Day of Reckoning« (instrumentalna skladba) | 0:49 |
| 2.    | »Burn«                                              | 6:24 |
| 3.    | »Through Eternity«                                  | 3:45 |
| 4.    | »By Demons Bred«                                    | 4:16 |
| 5.    | »Living the Dead Behind«                            | 6:26 |
| 6.    | »Unholy Terror«                                     | 3:44 |
| 7.    | »Battle of Eden«                                    | 3:38 |
| 8.    | »Epic Obliteration«                                 | 4:02 |
| 9.    | »Them Bones« (obrada Alice in Chainsa)              | 5:34 |
| 41:10 |                                                     |      |

## Zasluge
Grave
- Fredrik Isaksson – bas-gitara
- Ola Lindgren – gitara, vokal, produkcija, inženjer zvuka, miks
- Pelle Ekegren – bubnjevi
- Jonas Torndal – gitara

Ostalo osoblje
- Henrik Jonsson – mastering
- Olle Carlsson – fotografije (sastava)
- Stefan Wibbeke – umjetnički smjer, dizajn
- Jacek Wiśniewski – naslovnica, grafički dizajn (pozadina)
- Peter Tägtgren – inženjer zvuka (vokali), miks
- Peter Othberg – inženjer zvuka, inženjer zvuka